# Lista de prefeitos de Anápolis
Esta é a lista de prefeitos do município de Anápolis, estado brasileiro de Goiás.
| Nº                                                    | Nome                                                                            | Imagem                | Partido                                                                                      | Início do mandato       | Fim do mandato                                             | Observações                                                                          |
| Primeira República (1889–1930)                        |                                                                                 |                       |                                                                                              |                         |                                                            |                                                                                      |
| 1                                                     | José da Silva Baptista                                                          |                       | Partido Liberal PL                                                                           | 10 de março de 1892     | 21 de abril de 1892                                        | Presidente da Junta Administrativa nomeada para governar até a eleição do Intendente |
| 2                                                     | Theodoro da Silva Baptista (Pirenópolis, 01.09.1855– Anápolis, 07.12.1910)      |                       | Partido Liberal PL                                                                           | 21 de abril de 1892     | 25 de maio de 1892                                         | Intendente nomeado                                                                   |
| 3                                                     | Alexandre Baptista Arantes                                                      |                       | Partido Liberal PL                                                                           | 25 de maio de 1892      | 24 de março de 1893                                        | Intendente nomeado                                                                   |
| 4                                                     | Lopo de Souza Ramos                                                             |                       | Partido Liberal PL                                                                           | 24 de março de 1893     | 21 de maio de 1895                                         | Intendente eleito                                                                    |
| 5                                                     | Antônio Pereira de Sousa Dutra                                                  |                       | Partido Liberal PL                                                                           | 21 de maio de 1895      | 9 de julho de 1897                                         | Intendente eleito                                                                    |
| 6                                                     | Manuel Francisco D´Abbadia                                                      |                       | Partido Republicano Progressista PRP                                                         | 9 de julho de 1897      | 9 de julho de 1899                                         | Intendente eleito                                                                    |
| 7                                                     | Antônio Chrispim de Souza                                                       |                       | Partido Liberal PL                                                                           | 9 de julho de 1899      | 24 de fevereiro de 1902                                    | Intendente eleito                                                                    |
| 8                                                     | Moisés Augusto de Sant´Anna (Goiás, 19??– Uberaba, 20.05.1922)                  |                       | Partido Republicano Progressista PRP                                                         | 24 de fevereiro de 1902 | dezembro de 1902                                           | Presidente do Conselho, assume o cargo após renúncia do titular                      |
| 9                                                     | Antônio de Sousa Ramos                                                          |                       | Partido Republicano Progressista PRP                                                         | dezembro de 1902        | 1º de novembro de 1903                                     | Novo Presidente do Conselho Municipal                                                |
| 10                                                    | Américo Borges de Carvalho                                                      |                       | Partido Liberal PL                                                                           | 1º de novembro de 1903  | 1º de novembro de 1907                                     | Intendente eleito                                                                    |
| 11                                                    | Joaquim Prudêncio Baptista (Silvânia, 1882–1930)                                |                       | Partido Liberal PL                                                                           | 1º de novembro de 1907  | 1º de novembro de 1911                                     | Intendente eleito                                                                    |
| 12                                                    | Manuel Francisco D´Abbadia                                                      |                       | Partido Republicano Conservador PRC                                                          | 1º de novembro de 1911  | 1913                                                       | Intendente eleito, mas renuncia em 1913                                              |
| 13                                                    | Luiz Inácio de Bastos                                                           |                       | Partido Republicano Conservador PRC                                                          | 1913                    | 2 de fevereiro de 1914                                     | Era o 2º vice-intendente,assume provisoriamente o cargo                              |
| 14                                                    | Pedro Alexandrino da Costa                                                      |                       | Partido Republicano Conservador PRC                                                          | 2 de fevereiro de 1914  | 1º de novembro de 1915                                     | Era o 3º vice-intendente, assume com a renúncia do 2º vice                           |
| 15                                                    | Cristóvão Campos                                                                |                       | Partido Republicano Conservador PRC                                                          | 1º de novembro de 1915  | 1º de novembro de 1918                                     | Intendente eleito                                                                    |
| 16                                                    | Odorico da Silva Leão                                                           |                       | Partido Republicano Conservador PRC                                                          | 1º de novembro de 1918  | outubro de 1919                                            | Intendente eleito                                                                    |
| 17                                                    | Braz Luiz Gomes de Pina                                                         |                       | Partido Republicano Conservador PRC                                                          | outubro de 1919         | outubro de 1920                                            | 1º vice, assume com a licença de Odorico da Silva Leão                               |
| 18                                                    | Pacífico Alves da Cruz                                                          |                       | Partido Republicano Conservador PRC                                                          | outubro de 1920         | dezembro de 1921                                           | Com a morte do 1º vice, é eleito e assume                                            |
| 19                                                    | Graciano Antônio da Silva                                                       |                       | Partido Republicano Conservador PRC                                                          | dezembro de 1921        | março de 1922                                              | Renúncia do Sr. Pacífico, assume como Presidente do Conselho                         |
| 20                                                    | Odorico da Silva Leão                                                           |                       | Partido Republicano Conservador PRC                                                          | março de 1922           | 1º de novembro de 1922                                     | Reassume o cargo                                                                     |
| 21                                                    | Graciano Antônio da Silva                                                       |                       | Partido Republicano Conservador PRC                                                          | 1º de novembro de 1922  | 31 de outubro de 1927                                      | Intendente eleito                                                                    |
| 22                                                    | Adalberto Pereira da Silva                                                      |                       | Partido Republicano Conservador PRC                                                          | 1º de novembro de 1927  | 8 de novembro de 1930                                      | Intendente eleito                                                                    |
| Segunda e Terceira República — Era Vargas (1930–1945) |                                                                                 |                       |                                                                                              |                         |                                                            |                                                                                      |
| 23                                                    | João Luiz de Oliveira (Anápolis, 03.10.1904–14.12.1969)                         |                       | Partido Democrático PD                                                                       | 8 de novembro de 1930   | março de 1934                                              | Prefeito nomeado pelo Governo do Estado                                              |
| 24                                                    | Irani Alves Ferreira (Rio Verde, 22.05.1900– Goiânia, 02.01.1964)               |                       | Partido Democrático PD                                                                       | março de 1934           | dezembro de 1934                                           | Prefeito nomeado pelo Governo do Estado                                              |
| 25                                                    | José Fernandes Valente                                                          |                       | Partido Republicano Progressista PRP                                                         | dezembro de 1934        | 21 de setembro de 1936                                     | Prefeito eleito mas tem seu mandato cassado pelo Estado Novo                         |
| 26                                                    | Elizeu Jorge Campos                                                             |                       | Partido Republicano Progressista PRP                                                         | 21 de setembro de 1936  | dezembro de 1936                                           | Prefeito nomeado pelo Governo do Estado                                              |
| 27                                                    | José Fernandes Valente                                                          |                       | Partido Republicano Progressista PRP                                                         | dezembro de 1936        | 24 de dezembro de 1940                                     | Prefeito nomeado pelo Governo do Estado                                              |
| 28                                                    | Manoel Demósthenes Barbo de Siqueira (Jaraguá, 15.04.1909– Goiânia, 07.04.2001) |                       | Partido Republicano Progressista PRP                                                         | 24 de dezembro de 1940  | 14 de maio de 1943                                         | Prefeito nomeado pelo Governo do Estado                                              |
| 29                                                    | Joaquim Câmara Filho (Jardim dos Angicos, 29.12.1899– Goiânia, 15.12.1955)      |                       | Partido Republicano Progressista PRP                                                         | 16 de junho de 1943     | 23 de março de 1945                                        | Prefeito nomeado pelo Governo do Estado                                              |
| 30                                                    | Graciano Antônio da Silva                                                       |                       | Partido Liberal PL                                                                           | 23 de março de 1945     | 12 de novembro de 1945                                     | Prefeito nomeado pelo Governo do Estado                                              |
| Quarta República (1945–1964)                          |                                                                                 |                       |                                                                                              |                         |                                                            |                                                                                      |
| 31                                                    | José do Couto Dafico (Santo Antônio do Monte, 24.10.1904– Anápolis, 11.08.1986) |                       | Partido Trabalhista Republicano PTR                                                          | 12 de novembro de 1945  | março de 1946                                              | Prefeito nomeado pelo Governo do Estado                                              |
| 32                                                    | Plínio Abadia Gonzaga Jaime (Pirenópolis, 30.11.1916– Anápolis, 11.11.1974)     |                       | Partido Social Democrático PSD                                                               | março de 1946           | outubro de 1946                                            | Prefeito nomeado pelo Governo do Estado                                              |
| 33                                                    | Graciano Antônio da Silva                                                       |                       | Partido Trabalhista Brasileiro PTB                                                           | outubro de 1946         | 31 de março de 1947                                        | Prefeito nomeado pelo Governo do Estado                                              |
| 34                                                    | Adahyl Lourenço Dias (Pirenópolis, 06.05.1911– Anápolis, 07.05.2002)            |                       | União Democrática Nacional UDN                                                               | 31 de março de 1947     | 31 de outubro de 1947                                      | Prefeito nomeado pelo Governo do Estado                                              |
| 35                                                    | Balthazar dos Reis                                                              |                       | União Democrática Nacional UDN                                                               | 1º de novembro de 1947  | 8 de dezembro de 1947                                      | Prefeito nomeado pelo Governo do Estado                                              |
| 36                                                    | Carlos de Pina                                                                  |                       | Partido Social Democrático PSD                                                               | 8 de dezembro de 1947   | 31 de janeiro de 1951                                      | Prefeito eleito em sufrágio universal                                                |
| 37                                                    | Plácido de Campos                                                               |                       | Partido Social Democrático PSD                                                               | 31 de janeiro de 1951   | 10 de fevereiro de 1951                                    | Presidente da Câmara, assume o cargo devido licença médica do prefeito               |
| 38                                                    | Sócrates Mardocheu Diniz                                                        |                       | Partido Social Democrático PSD                                                               | 10 de fevereiro de 1951 | 31 de janeiro de 1953                                      | Prefeito eleito mas renuncia ao cargo                                                |
| 39                                                    | Plácido de Campos                                                               |                       | Partido Social Democrático PSD                                                               | 7 de fevereiro de 1953  | 1º de maio de 1953                                         | Presidente da Câmara, assume com a renúncia do titular                               |
| 40                                                    | João Luiz de Oliveira (Anápolis, 03.10.1904–14.12.1969)                         |                       | Partido Social Democrático PSD                                                               | 1º de maio de 1953      | 31 de janeiro de 1955                                      | Prefeito eleito para terminar o mandato de Sócrates Diniz                            |
| 41                                                    | Carlos de Pina (Pirenópolis, 19??–)                                             |                       | Partido Social Democrático PSD                                                               | 31 de janeiro de 1955   | 31 de janeiro de 1959                                      | Prefeito eleito em sufrágio universal                                                |
| 42                                                    | Heli Alves Ferreira                                                             |                       | Partido Social Democrático PSD                                                               | 31 de janeiro de 1959   | 31 de janeiro de 1961                                      | Prefeito eleito em sufrágio universal                                                |
| 43                                                    | Jonas Duarte (Cachoeiro do Itapemirim, 02.10.1908 –Anápolis, 17.06.1993)        |                       | Partido Trabalhista Brasileiro PTB                                                           | 31 de janeiro de 1961   | 31 de janeiro de 1966                                      | Prefeito eleito em sufrágio universal                                                |
| Quinta República (1964–1985)                          |                                                                                 |                       |                                                                                              |                         |                                                            |                                                                                      |
| 44                                                    | Raul Balduíno de Souza (Posse, 1924–Brasília, 01.01.2016)                       |                       | Movimento Democrático Brasileiro MDB                                                         | 31 de janeiro de 1966   | 31 de janeiro de 1970                                      | Prefeito eleito em sufrágio universal                                                |
| 45                                                    | Henrique Santillo (Ribeirão Preto, 23.08.1937–)                                 |                       | Movimento Democrático Brasileiro MDB                                                         | 31 de janeiro de 1970   | 31 de janeiro de 1973                                      | Prefeito eleito em sufrágio universal                                                |
| 46                                                    | José Batista Jr (Anápolis, 02.12.1929–)                                         |                       | Movimento Democrático Brasileiro MDB                                                         | 31 de janeiro de 1973   | 28 de agosto de 1973                                       | Prefeito eleito, porém teve o seu mandato cassado pelo Regime Militar                |
| 47                                                    | Irapuan Costa Júnior (Goiânia, 23.12.1937–)                                     |                       | Aliança Renovadora Nacional ARENA                                                            | 29 de agosto de 1973    | 15 de maio de 1974                                         | Prefeito nomeado pelo Governo do Estado                                              |
| 48                                                    | Eurípedes Barsanulfo Junqueira (Anápolis, 20.12.1934–)                          |                       | Aliança Renovadora Nacional ARENA                                                            | 16 de maio de 1974      | 8 de abril de 1975                                         | Prefeito nomeado pelo Governo do Estado                                              |
| 49                                                    | Jamel Cecílio (Anápolis, 24.12.1933–Goiânia, 19.03.1980)                        |                       | Aliança Renovadora Nacional ARENA                                                            | 9 de abril de 1975      | 19 de abril de 1978                                        | Prefeito nomeado pelo Governo do Estado                                              |
| 50                                                    | Lincoln Gomes de Almeida                                                        |                       | Aliança Renovadora Nacional ARENA                                                            | 20 de abril de 1978     | 26 de março de 1979                                        | Prefeito nomeado pelo Governo do Estado                                              |
| 51                                                    | Decil de Sá Abreu                                                               |                       | Aliança Renovadora Nacional ARENA                                                            | 27 de março de 1979     | 24 de março de 1980                                        | Prefeito nomeado pelo Governo do Estado                                              |
| 52                                                    | Wolney Martins de Araújo (Catalão, 03.09.1937–)                                 |                       | Partido Democrático Social PDS                                                               | 24 de março de 1980     | 15 de maio de 1982                                         | Prefeito nomeado pelo Governo do Estado                                              |
| 53                                                    | Fernão Ivan José Rodrigues (Anápolis, 26.02.1946–)                              |                       | Partido Democrático Social PDS                                                               | 17 de maio de 1982      | 4 de junho de 1982                                         | Prefeito nomeado pelo Governo do Estado                                              |
| 54                                                    | Olímpio Ferreira Sobrinho (Anápolis, 10.01.1928–22.08.2016)                     |                       | Partido Trabalhista Brasileiro PTB                                                           | 4 de junho de 1982      | 29 de dezembro de 1983                                     | Prefeito nomeado pelo Governo do Estado                                              |
| 55                                                    | Anapolino Silvério de Faria (Anápolis, 14.20.1921– Goiânia, 16.12.2008)         |                       | Partido do Movimento Democrático Brasileiro PMDB                                             | 29 de dezembro de 1983  | 31 de dezembro de 1985                                     | Prefeito nomeado pelo Governo do Estado                                              |
| Sexta República, ou Nova República (1985–presente)    |                                                                                 |                       |                                                                                              |                         |                                                            |                                                                                      |
| 56                                                    | Ademar Santillo (Ribeirão Preto, 13.11.1939– Anápolis, 09.03.2021)              |                       | Partido do Movimento Democrático Brasileiro PMDB                                             | 1º de janeiro de 1986   | 31 de dezembro de 1988                                     | Prefeito eleito em sufrágio universal                                                |
| 57                                                    | Anapolino Silvério de Faria (Anápolis, 14.20.1921– Goiânia, 16.12.2008)         |                       | Partido do Movimento Democrático Brasileiro PMDB                                             | 1º de janeiro de 1989   | 31 de dezembro de 1992                                     | Prefeito eleito em sufrágio universal                                                |
| 58                                                    | Wolney Martins de Araújo (Catalão, 03.09.1937–)                                 |                       | PDS 1993 PPR 1993–1995 PPB 1995–1997                                                         | 1º de janeiro de 1993   | 31 de dezembro de 1996                                     | Prefeito eleito em sufrágio universal                                                |
| 59                                                    | Ademar Santillo (Ribeirão Preto, 13.11.1939– Anápolis, 09.03.2021)              |                       | PSD 1997–1998 PMDB 1998–2001                                                                 | 1º de janeiro de 1997   | 31 de dezembro de 2000                                     | Prefeito eleito em sufrágio universal                                                |
| 60                                                    | Ernani José de Paula (Mogi das Cruzes, 14.04.1957–)                             |                       | Partido Popular Socialista PPS                                                               | 1º de janeiro de 2001   | 19 de agosto de 2003                                       | Prefeito eleito, porém foi afastado e depois cassado pela Câmara Municipal           |
| 61                                                    | Alcides Rodrigues (Santa Helena de Goiás, 08.10.1950–)                          |                       | Partido Progressista PP                                                                      | 20 de agosto de 2003    | 30 de novembro de 2003                                     | Interventor nomeado pelo Governo do Estado                                           |
| 62                                                    | Pedro Fernando Sahium (Anápolis, 15.09.1963–)                                   |                       | Partido Socialista Brasileiro PSB                                                            | 1º de dezembro de 2003  | 31 de novembro de 2004                                     | Vice-prefeito eleito, assume após cassação do titular                                |
| 62                                                    | Pedro Fernando Sahium (Anápolis, 15.09.1963–)                                   | 1º de janeiro de 2005 | Partido Socialista Brasileiro PSB                                                            | 31 de dezembro de 2008  | Prefeito reeleito em sufrágio universal                    |                                                                                      |
| 63                                                    | Antônio Gomide (Goianésia, 10.01.1960–)                                         |                       | Partido dos Trabalhadores PT                                                                 | 1º de janeiro de 2009   | 31 de dezembro de 2012                                     | Prefeito eleito em sufrágio universal                                                |
| 63                                                    | Antônio Gomide (Goianésia, 10.01.1960–)                                         | 1º de janeiro de 2013 | Partido dos Trabalhadores PT                                                                 | 4 de abril de 2014      | Prefeito reeleito em sufrágio universal, renuncia ao cargo |                                                                                      |
| 64                                                    | João Batista Gomes Pinto (Silvânia, 26.06.1965–)                                |                       | Partido dos Trabalhadores PT                                                                 | 4 de abril de 2014      | 31 de dezembro de 2016                                     | Vice-prefeito eleito, assume com a renúncia do titular                               |
| 65                                                    | Roberto Naves (Porangatu, 26.01.1978–)                                          |                       | Partido Trabalhista Brasileiro PTB 2017-2019 Progressistas 2019-2023 Republicanos 2023-atual | 1º de janeiro de 2017   | 31 de dezembro de 2020                                     | Prefeito eleito em sufrágio universal                                                |
| 65                                                    | Roberto Naves (Porangatu, 26.01.1978–)                                          | 1º de janeiro de 2021 | Partido Trabalhista Brasileiro PTB 2017-2019 Progressistas 2019-2023 Republicanos 2023-atual | 31 de dezembro de 2024  | Prefeito reeleito em sufrágio universal                    |                                                                                      |
| 66                                                    | Márcio Corrêa (Anápolis,31.05.1980-)                                            |                       | Partido Liberal PL 2024-atual                                                                | 1 de janeiro de 2025    | presente                                                   | Prefeito eleito em sufrágio universal                                                |